# 野毛大道芸
野毛大道芸（のげだいどうげい）は、1986年から毎年開催されている横浜市中区の野毛町で行われている大規模な大道芸イベント。
愛知県の大須大道町人祭、静岡県の大道芸ワールドカップin静岡と並び、日本三大大道芸の1つである。

## 沿革

### 前史
明治維新後、日本初の鉄道駅が横浜（現桜木町駅）に開かれたこともあり、野毛地区は成田山横浜別院や伊勢山皇大神宮の門前町として発展した。祭礼の折には多数の見世物小屋がたち、芸人が見世物を披露する光景が見られていた。第二次世界大戦によって甚大な被害を受けるが、戦後は焼け野原に多くの闇市が立ち並ぶ場所として賑わった。美空ひばりがデビューを果たした横浜国際劇場を始め、映画館や芝居小屋が多く立ち並ぶ地区であった。
昭和中期の野毛地区は、桜木町にあった三菱重工業横浜造船所を始め、港湾労働者を目当てにした飲食店を中心に栄えていた。しかし、1980年代には同造船所が移転、さらに根岸線の開通と延長や横浜駅周辺地区、みなとみらい地区など、より湾岸に近い地域の開発がはじまり、人の流れが変わっていったことによって、野毛地区の賑わいも徐々に薄れていった。

### 大道芸の開始
1976年に開校したパリ国立サーカス学校でパントマイム科の講師を務めていたIKUO三橋は、1981年に帰国した後、野毛にパントマイムのアトリエ「むごん劇かんぱにい」を開設、大道でも芸の披露を行っていた。野毛町に所在するバー「パパジョン」では、店主島村秀二を中心に、周辺の商店主たちとともに「野毛文化を育てる会」と称して、お囃子や寄席などの様々な企画を行っており、三橋もこれに誘われて参加することになった。野毛の商店主たちはかねてからの来客の流出に対して危機感を共有しており、「野毛文化を育てる会」では1985年に野毛の通りに絵画を並べる露天画廊企画を中心とした「春の野毛祭」行った。露天画廊はあまり注目を呼ばなかったものの、三橋が野毛町の喫茶店「ちぐさ」の駐車場で行った大道芸は人気を博し、翌年から野毛大道芸ふぇすてぃばるとして大道芸イベントを行うこととなり、三橋は総合プロデューサーとして企画に関わることになった。開始当初は主催者発表で3000人程度の観客であり、初回からの中心的メンバーの一人である森直美によるとこれも「盛った数字」であるということだった。戦後の日本には公道における「大道芸」の文化がなく、投げ銭などの習慣も定着しておらず、道路の使用許可を警察から得ることができないなど、試行錯誤が続いた。しかし、野毛町の中華料理店「万里」の店主で、後に桜木町駅から野毛方面へ抜ける地下通路「のげちかみち」の命名者となるなど数多くの町おこし事業を行った福田豊を中心に、三橋や野毛の商店主、また平岡正明、中村高寛、大島幹雄、四方田犬彦など、同町に関わりのある著名人なども大道芸イベントに参画し、徐々に認知度と来場者数を増やしていった。

### 拡大と分裂
1990年代に入ると、年2回春と秋に行われる恒例のイベントとして定着していった。一方で、来場者と出演者が増加したことで、商店主やボランティアからなる運営にかかる負担も大きくなっていた。1995年春からは、開催を年1回に限定する一方で、ランドマークタワー等みなとみらい地区へと会場を拡大した。会場拡大の動きはその後も続き、2000年には新港地区、2001年に桜木町地区のクロスゲートやみなとみらい地区のジャックモール、2002年には新港地区の赤レンガ倉庫、伊勢佐木町イセザキモールが加わり、2003年には吉田町での路上アートフェスティバルもイベントに含まれるようになり、期間中100万人の来場を見込む横浜市でも有数のイベントに成長した。
野毛大道芸の成長の一方、2004年1月にはみなとみらい線の開通に伴い東急東横線桜木町駅が廃止になったことで、野毛地区の商店では経営の悪化や閉店などの深刻な影響を受けることになった。協賛金集めも難しくなってきたことなどもあり、野毛大道芸を運営する実行委員会では、会場を野毛地区に限定し原点回帰を目指す意見と、別の街との連携の中で商店街を盛り上げていくべきとする意見が対立、野毛大道芸初期からの中心人物のひとりであり拡大路線を推し進めてきた福田が2005年に任期満了に伴い野毛地区街づくり会の理事を退任すると、2006年に実行委員会は3つに分裂。野毛大道芸は野毛地区限定のイベントとなった一方で、福田は「ヨコハマ大道芸」を立ち上げ、さらに1995年から会場となっていたみなとみらい地区でも独自の実行委員会が設立されて、三つの大道芸イベントが並立する事態となった。平岡正明はこの分裂について方針の違いではなく、野毛の町おこしのほとんどを主導してきた福田に対するクーデターであると批判している。
野毛地区街づくり会は野毛のブランド化を推し進め、2007年に施行された中小企業地域資源活用促進法に基づく地域資源活用事業の初回認定に野毛大道芸が入るなど、大道芸を中心とする街づくりに力を入れていった。しかし、2014年2月には実行委員による協賛金会計に不正があったことが発覚し、同年春に予定していた野毛大道芸が秋に延期となる事態となった。秋に開催された第40回の野毛大道芸では、分裂以降実行委員から離れていた福田、三橋、森といった初期の中心メンバーが運営に復帰した。

## 特徴
野毛大道芸で披露される芸は、あめ細工、独楽曲芸、バナナのたたき売りなどの日本伝統の芸のほか、中国雑技、ジャグリング、パントマイムなど、海外発祥のものも多い。海外の一流大道芸人の招致に熱心であることが野毛大道芸の特徴であり、これまで徐領民雑技団、フライング・ダッチマン、テアトル・ド・ユニテ、クリスティアン・タゲなどが参加してきた。
初回からしばらくの期間、野毛大道芸に参加する芸人には出演料等の報酬がなく、交通費として2万円の現金および食事（うな丼とビール）が支給されるのみ、収入については観客からの投げ銭のみという形式であった。出演芸人に自由にパフォーマンスをさせるために、スケジュールを明確に設定しないことも野毛大道芸の特徴である。
大道芸の運営は野毛街づくり会を中心とする地元商店主などからなる実行委員会とボランティアによって行われている。来場者の増加に伴って、会場や運営能力のキャパシティを超える混雑が起こりつつあること、ボランティアの固定化による高齢化などが問題となってきている。

## 野毛大道芝居
野毛大道芝居は、1994年から2005年までの間行われていた野毛大道芸の関連イベントである。座長は俳優の高橋長英だったが、それ以外は舞台経験のない素人によって大道芸の開催時、野毛の屋外で実施される芝居だった。発案者は野毛大道芸と同じく福田で、「大道芸があるなら大道芝居があってもいい」と始まった。当時客の入りが芳しくなかった野毛の飲食店を支援するために芝居をすることを着想、知り合いであった高橋長英に声をかけたところ、その場にいた朴慶南や、平岡正明、荻野アンナなど野毛の常連で福田の知り合いであった著名人が次々に興味を持ち、出演者が集まっていった。第一回の演目は「花のウエストサイド一本刀土俵入り物語」であり、一本刀土俵入りとウエストサイドストーリーの二つの脚本を強引にまとめ、さらに本筋とは関係のない賑やかしを混ぜ込むという手法で行われた。こうしたやり方は、その後の大道芝居でも取り入れられた。入場料の類いはなく、大道芸同様観客が自信の満足度に従っておひねりを投げるという形式だった。第一回の興行が成功した後、継続して実施することとなり、横浜市と交渉によって横浜市中央図書館設立準備のために使用されていた野毛山公園の市立図書館仮設館を稽古場および道具置き場として使用できるようになり、「フラスコ」と呼称された。第二回の公演には山崎洋子が、第三回からは当時現役の横浜市長であった高秀秀信が参加するなど、地元横浜・野毛に関連する著名人が多く関わっていた。一方で、参加者に野毛域外からの参加者が多くなったことに対する抗議もあり、2004年にプロデューサーとして芝居を手動してきた福田の野毛まちづくり会議理事退任、仮設館の閉鎖などが重なったこともあり、全11回で終了となった。